# Swisslion Takovo
Swisslion-Takovo (serbisch-kyrillisch Свислајон Таково) ist ein serbischer Lebensmittelkonzern und gehört zu den größten südosteuropäischen Lebensmittelproduzenten. Die Hauptverwaltung befindet sich in Belgrad.
Man wendet ein HACCP-Konzept an. Hierbei handelt es sich um ein vorbeugendes System, das die Sicherheit von Lebensmitteln und Verbrauchern gewährleisten soll. Unter anderem werden die Lebensmittel halāl-zertifiziert.
Das Unternehmen nutzt die SAP-ERP-Software, die der Abwicklung sämtlicher Geschäftsprozesse des Unternehmens wie Buchführung, Controlling, Vertrieb, Einkauf, Produktion, Lagerhaltung und Personalwesen dient.
Bekannt ist das Unternehmen vor allem für seine Eurocrem Takovo-Süßwaren. Die Produkte sind in den Ländern des ehemaligen Jugoslawien beliebt und gehören zu den beliebtesten Konsumgütern der Jugo-Nostalgie.
Heute gehört das Unternehmen zu den führenden Lebensmittelherstellern in Südosteuropa, deren Produkte weltweit erhältlich sind. Neben dem Hauptsitz in Belgrad besitzt das Unternehmen auch Abteilungen in Gornji Milanovac, Inđija, Vršac und Kragujevac (Serbien), in Trebinje (Bosnien und Herzegowina), Podgorica (Montenegro) und Sisak (Kroatien), in Resen und Skopje (Mazedonien) sowie in Villars-sur-Glâne in der Schweiz.

## Geschichte
Die Ursprünge des Unternehmens liegen in Gornji Milanovac, beim damals 1962 gegründeten Nahrungsmittelunternehmen Takovo und dem 1997 gegründeten Unternehmen Swisslion. Zur Zeiten Jugoslawiens war Takovo ein staatliches Unternehmen und gehörte zu den größten Industrieunternehmen des Landes. Swisslion und Takovo fusionierte schließlich 2004 zu Swisslion-Takovo.